# La Farinera (Mollerussa)
La Farinera fou un monument del municipi de Mollerussa (Pla d'Urgell) inclòs en l'Inventari del Patrimoni Arquitectònic de Catalunya.

## Descripció
El complex de la farinera consta d'un cos central i annexos adossats. L'edifici central està constituït per tres pisos, la qual cosa provoca una alçada considerable. A cada nivell hi ha tres obertures, a excepció de la planta baixa o primer nivell on se situa la porta d'entrada. Les finestres estan allindanades. El llindar comença ja al nivell superior de la part lateral de l'obertura. L'edifici està cobert a doble vessant.
Al voltant del cos central s'hi afegeixen cossos annexos de petites dimensions, que van desdibuixant i complicant l'estructura simple del cos central. Aquests annexos, construïts segons les necessitats d'espai, guarden l'equilibri estructural amb el cos que envolten, car estan construïts amb els mateixos paràmetres estilístics.

## Història
La Farinera de Mollerussa era el molí de farina on els habitants del poble i el veïnat anaven a fer el pa. Construït cap als volts del 1850, després de la Guerra Civil va quedar inhabilitat. Posteriorment fou magatzem d'una nau de pinso.
F. Rebolledo situa els inicis d'aquest molí a inicis del segle xx, sense seguretat però. El fill del fundador es deia Antoni Maria Calaf, i per aquest motiu l'empresa es deia "Farinera Sant Antoni", i comenta que en el frontal d'una de les parets, en una cavitat interior amb forma de capella hi havia una imatge de Sant Antoni.
Aquesta farinera començà a treballar utilitzant el primitiu sistema de dues moles que trituraven el gra i, posteriorment, amb ajut d'una ventiladora, es netejava d'ordi i el blat. El primer procediment motriu emprat era l'hidràulic, fent servir el pas de la séquia del canal. El segon procediment, més modern, va ser la posada en marxa d'un motor "Robson", amb fuel quan no baixava aigua. El tercer ja fou la força elèctrica.
El 20 de juny de 2017 es va aprovar per part de l'Ajuntament de Mollerussa l'enderroc de l'històric molí. Atesa l'oposició que es va crear en contra, membres del Centre de Recerques del Pla d'Urgell "Mascançà" van mantenir una reunió amb el consistori per defensar l'interès històric del l'edifici i la seva conservació. Malgrat tot, l'edifici de la Farinera va ser enderrocat a finals d'agost de 2017.